# Pueblo hmong
Los hmong (APR: Hmoob, Nyiakeng Puachue: 𞄀𞄩𞄰, Pahawh Hmong: 𖬌𖬣𖬵, AFI: [m̥ɔ̃́]) son un grupo indígena del este y el sureste de Asia. En China, los hmong se clasifican como un subgrupo del pueblo miao. Los hmong modernos residen principalmente en el suroeste de China (Guizhou, Yunnan, Sichuan, Chongqing y Guangxi) y en países del sureste asiático como Vietnam, Laos, Tailandia y Myanmar. También hay una comunidad diaspórica muy numerosa en Estados Unidos, con más de 300 000 hmong. La diáspora hmong tiene comunidades más pequeñas en Australia y Sudamérica (concretamente Argentina y la Guayana Francesa, esta última una región de ultramar de Francia).

## Etimología
En China, los hmong no son reconocidos por su nombre nativo, sino que desde 1949 el gobierno los clasifica bajo el término "miao", junto con otros tres grupos indígenas. Históricamente, el término miao ha tenido fuertes connotaciones peyorativas en China. Sin embargo, desde entonces el término se ha reconocido oficialmente como una categoría de personas, que incluye a los hmong. En la actualidad, los hmong de China suelen estar contentos u orgullosos de ser conocidos como miao, mientras que la mayoría de los hmong de fuera de China lo consideran ofensivo.
Poco se sabe sobre el origen del término miao y el pueblo al que se refería históricamente, ya que los han lo utilizaban vagamente para identificar a los no han en el sur de China. Su origen puede datarse antes de la dinastía Qin (221 a. C.). A partir de entonces, se percibió como algo bárbaro, sobre todo durante las rebeliones de los miao contra las dinastías Ming y Qing entre el siglo XIII y principios del XX. La historia de estas guerras aún es cantada por los guías durante los funerales hmong cuando guían a los espíritus de los difuntos a sus orígenes para que puedan reencarnarse.
En el sudeste asiático, los hmong reciben otros nombres, como: Mèo vietnamita, Mông o H'Mông; Lao Maew (ແມ້ວ) o Mong (ມົ້ງ); Maew tailandés  (แม้ว) o Mong (ม้ง) y mun lu-myo (မုံလူမျိုး) birmano. Con un ligero cambio de acento, la palabra "Meo" en laosiano y tailandés puede pronunciarse con el significado de "gato".__ Los términos Maew y Meo derivan del término Miao.
El término miao o meo (que significa "gatos", "bárbaros" e incluso "hijos de la tierra") se utilizó oficialmente para referirse a los hmong en el sudeste asiático hasta la década de 1970, cuando el Dr. Yang Dao, un erudito hmong, abogó por el término "hmong" con el apoyo de los líderes de los clanes y del general Vang Pao. Yang Dao había insistido en que los términos "meo" y "miao" eran inaceptables, ya que su pueblo siempre se había autodenominado "hmong", que él definía como "hombres libres". Los países vecinos empezaron a utilizar el término "hmong" después de que el Departamento de Estado estadounidense lo empleara durante el control de inmigración en el campo de refugiados tailandés de Ban Vinai.
En 1994, Pobzeb Vang registró el término "hmong" en las Naciones Unidas, convirtiéndolo en el término apropiado para identificar al pueblo hmong internacionalmente. Poco después, hubo una presión política por parte de políticos y activistas estadounidenses hmong para sustituir el término miao por el término hmong en China, con poco o ningún éxito. Hasta la fecha, China es el único país que no reconoce el término hmong.
El término hmong es la pronunciación inglesa del nombre nativo de los hmong. Es un sustantivo singular y plural. Al pronunciar el término hmong, la "G" es muda. Más recientemente, se ha preferido la "H" muda. Esto se debe principalmente a que cuando se pronuncia en el dialecto hmong Leng (Leeg) la "H" está ausente (es decir, Moob), mientras que no lo está en el dialecto hmong Der (Dawb) (es decir, Hmoob). Se sabe muy poco sobre el nombre nativo hmong, ya que no se menciona en los registros históricos chinos, desde que los Han identificaron a los hmong como miao. Su significado es discutible y nadie está seguro de su origen, aunque puede remontarse a varias provincias de China. Sin embargo, la mayoría de los hmong estadounidenses y laosianos suelen asociarlo con "Libre" y/o "Hmoov" (Destino); les sirve para recordar su historia de lucha contra la opresión.

## Orígenes

### Orígenes genéticos

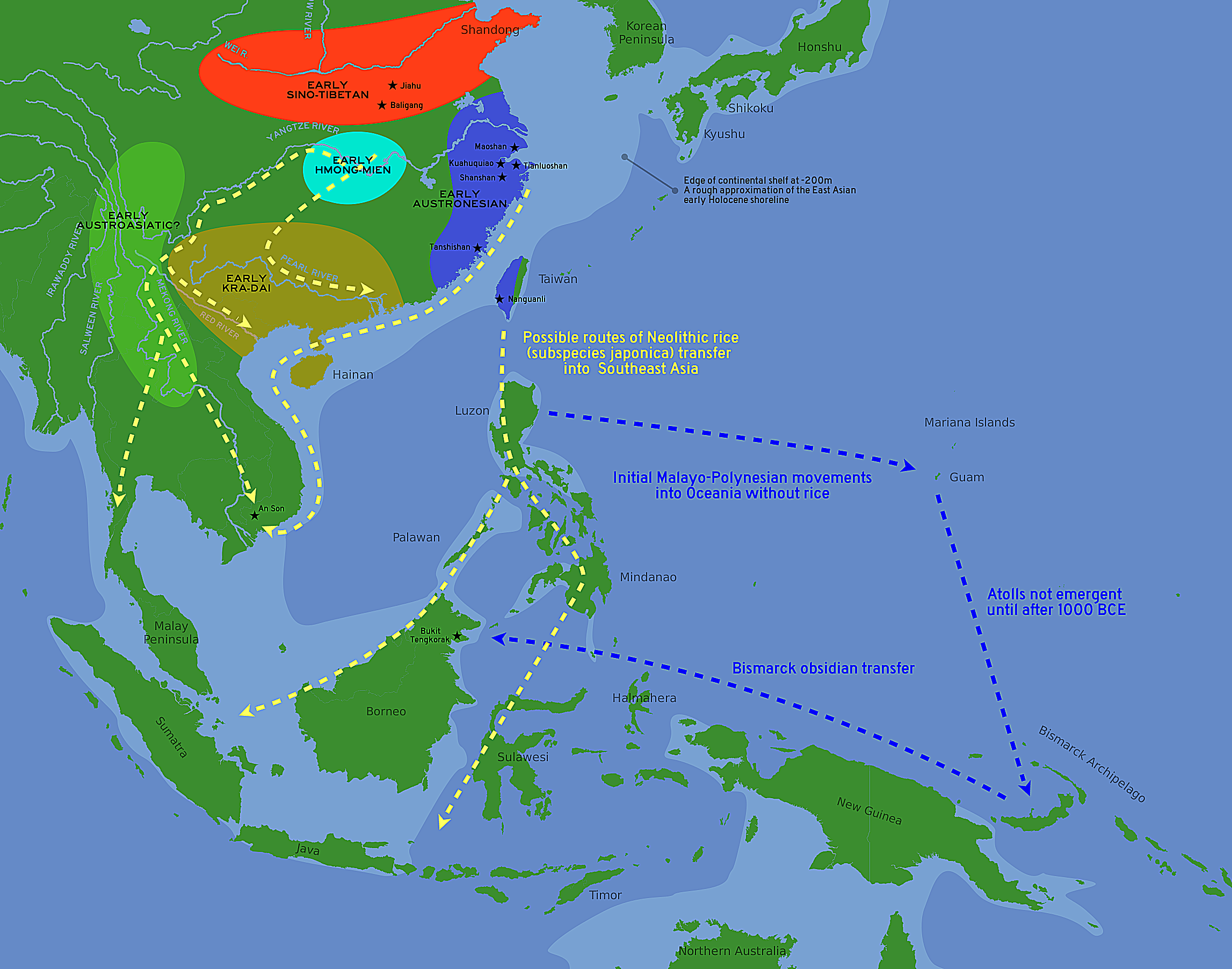
Probables rutas de transferencia del arroz y posibles lugares de origen de las familias lingüísticas (se muestran los yacimientos arqueológicos de China y el sudeste asiático).

Un reciente estudio de ADN realizado en Tailandia descubrió que el linaje paterno de los hmong es muy diferente del de los lu mien y otras tribus del sudeste asiático. Los hmong-mien y los pueblos de habla sinotibetana son conocidos como tribus de las colinas en Tailandia; fueron objeto de los primeros estudios que mostraron un impacto de la patrilocalidad frente a la matrilocalidad en los patrones de ADN mitocondrial (mt) frente a la porción específica masculina de la variación del cromosoma Y (MSY). Según la lingüista Martha Ratliff, hay pruebas lingüísticas que sugieren que han ocupado algunas de las mismas zonas del sur de China durante más de 8000 años. Las pruebas de ADN mitocondrial en poblaciones de habla hmong-mien apoyan la existencia de orígenes meridionales de linajes maternos incluso más atrás en el tiempo, aunque se ha demostrado que las poblaciones de habla hmong tuvieron comparativamente más contacto con los asiáticos orientales del norte que los mien.

### Patria
La patria más probable de las lenguas hmong–mien se encuentra en el sur de China, entre los ríos Yangtsé y Mekong.
La migración de los hablantes de estas lenguas desde el sur de China hasta el sudeste asiático tuvo lugar hacia 1600–1700 de nuestra era. Antiguas pruebas de ADN sugieren que los antepasados de los hablantes de las lenguas hmong–mien constituían una población genéticamente distinta de la de las poblaciones de lenguas tai–kadai y austronesias en un lugar situado a orillas del río Yangtsé. Recientes pruebas de filogenia del ADN-Y apoyan la teoría de que los hablantes de las lenguas hmong–mien descienden de una población emparentada lejanamente con los actuales hablantes de las lenguas mon–khmer.
Sagart, Blench y Sánchez-Mazas han estimado la época del proto–hmong–mien en torno al 500 a. C. mediante métodos tradicionales que emplean muchas líneas de evidencia, y en torno al 4243 b.p. mediante el Automated Similarity Judgment Program (ASJP), un algoritmo experimental para la generación automática de filogenias basadas en la fonología.

## Historia

### En China

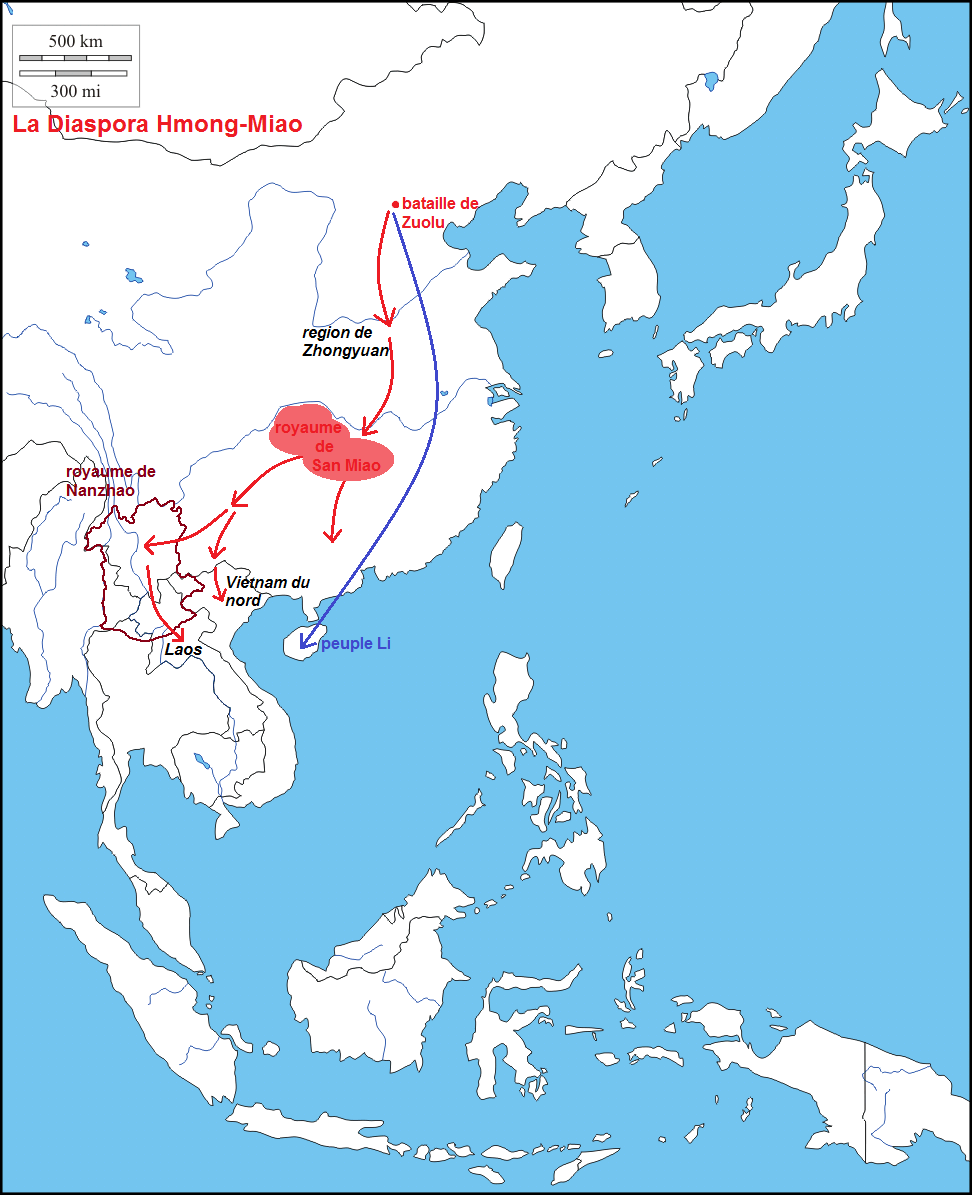
La migración histórica de los hmong según la tradición hmong

Las tradiciones y leyendas hmong indican que se originaron cerca de la región del río Amarillo, en el norte de China, pero esto no está corroborado por ninguna prueba científica. Según la lingüista Martha Ratliff, existen pruebas lingüísticas que sugieren que han ocupado algunas de las mismas zonas del sur de China durante más de 8.000 años. Las pruebas de ADN mitocondrial en poblaciones de habla hmong-mien apoyan los orígenes meridionales de los linajes maternos incluso más atrás en el tiempo, aunque se ha demostrado que las poblaciones de habla hmong tuvieron comparativamente más contacto con los asiáticos orientales del norte que los mien. En la cultura Daxi, en el curso medio del río Yangtsé, se encontró un haplogrupo poco común, el O3d, lo que indica que los Daxi podrían ser los antepasados de las poblaciones modernas hmong-mien, que hoy en día sólo muestran pequeños rastros de O3d.
Chi You es el dios ancestral hmong de la guerra. En la actualidad, se ha erigido una estatua de Chi You en la ciudad llamada Zhuolu. El autor de Guoyu, escrito entre los siglos IV y V, consideraba que la tribu Jiu Li de Chi You estaba emparentada con los antiguos antepasados de los hmong, el pueblo San–Miao.
En 2011, se tomaron muestras de ADN hmong y se descubrió que contenían un 7,84% de ADN D-M15 y un 6% de ADN N(Tat). La investigación descubrió una ascendencia común entre los pueblos hmong–mien y los grupos mon-khmer que se remonta al Último Máximo Glacial, hace aproximadamente entre 15.000 y 18.000 años.

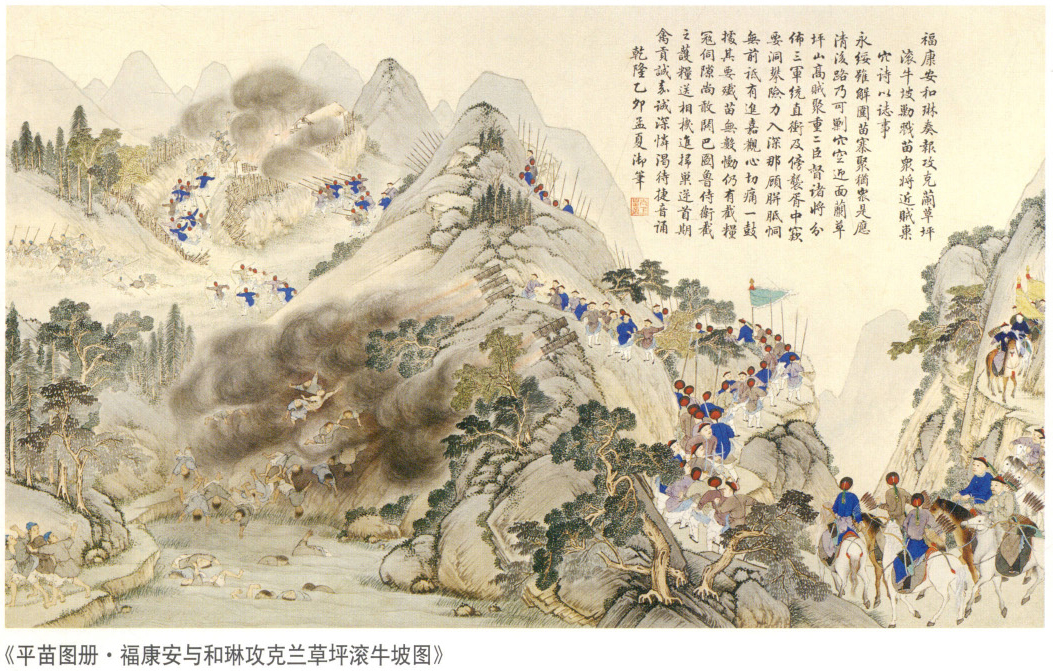
Escena de la campaña de la dinastía Qing contra los hmong en Lancaoping en 1795.

Los conflictos entre los hmong del sur de China y los colonos han recién llegados aumentaron durante el siglo XVIII debido a las represivas reformas económicas y culturales impuestas por la dinastía Qing. Esto provocó conflictos armados y migraciones a gran escala hasta bien entrado el siglo XIX, periodo durante el cual muchos hmong emigraron al sudeste asiático. Sin embargo, el proceso migratorio había comenzado ya a finales del siglo XVII, antes de la época de mayor agitación social, cuando pequeños grupos se desplazaron en busca de mejores oportunidades agrícolas.
El pueblo hmong fue objeto de persecución y genocidio por parte del gobierno de la dinastía Qing. Kim Lacy Rogers escribió: "En los siglos XVIII y XIX, mientras los hmong vivían en el suroeste de China, sus señores manchúes los habían etiquetado como "miao" y los habían convertido en objetivo de genocidio".

Desde 1949, el pueblo miao (chino: 苗族; pinyin: miáo zú) es un término oficial para uno de los 56 grupos minoritarios oficiales reconocidos por el gobierno de la República Popular China. Los miao viven principalmente en el sur de China, en las provincias de Guizhou, Hunan, Yunnan, Sichuan, Guangxi, Hainan, Guangdong y Hubei. Según el censo de 2000, el número de "miao" en China se estimaba en unos 9,6 millones. La nacionalidad miao incluye a los hmong y a otros grupos étnicos relacionados cultural y lingüísticamente que no se autodenominan hmong. Entre ellos están los hmu, los kho (qho) xiong y los a-hmao. Los miao blancos (bai miao) y los miao verdes (qing miao).

### Vietnam
Los hmong o miao empezaron a emigrar a Tonkín (norte de Vietnam) en el siglo XIX, donde lucharon por establecer su comunidad en las altas montañas. Reconocieron a los señores de habla tai de los valles, que eran vasallos de la corte vietnamita de Hue. La corte de Tu Duc en Hue se enfrentaba entonces a una crisis tras otra, incapaz de retomar el control de Tonkín y las regiones fronterizas. La rebelión de los taiping y otros rebeldes chinos se había extendido a Vietnam y había provocado la anarquía; las comunidades hmong prosperaban humildemente a ambos lados del río Rojo, en armonía con otros grupos étnicos, y eran ignoradas en gran medida por todas las facciones.
Durante la colonización de "Tonkin" (Vietnam del Norte) entre 1883 y 1954, varios hmong decidieron unirse a los nacionalistas vietnamitas y comunistas, mientras que muchos hmong cristianizados se pusieron del lado de los franceses. Tras la victoria del Viet Minh, numerosos hmong pro franceses tuvieron que retroceder a Laos y Vietnam del Sur.

### Laos

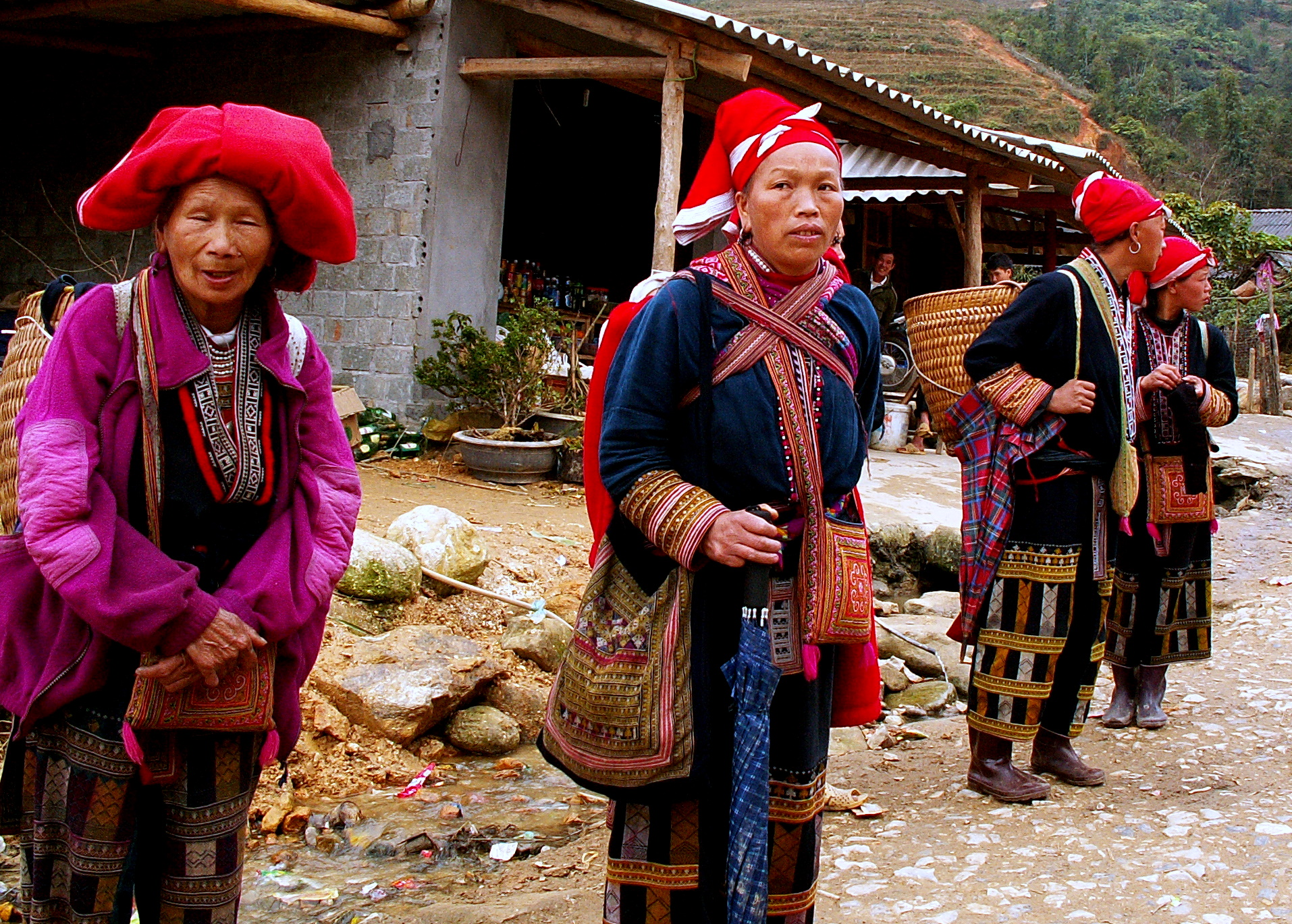
Dao Rojo en Vietnam

Tras décadas de relaciones distantes con los reinos laosianos, después de la Segunda Guerra Mundial surgieron relaciones más estrechas entre los militares franceses y algunos hmong de la meseta de Xieng Khouang. Allí, una rivalidad entre miembros de los clanes Lo y Ly se convirtió en enemistad abierta, afectando también a los que estaban conectados con ellos por parentesco. Los líderes de los clanes tomaron bandos opuestos; como consecuencia, varios miles de hmong participaron en la lucha contra los comunistas pathet lao, mientras que casi otros tantos se alistaron en el comunista Ejército Revolucionario Popular de Laos. En Laos, numerosos hmong trataron realmente de evitar implicarse en el conflicto a pesar de las condiciones materiales extremadamente difíciles en las que vivían en tiempos de guerra.

#### Estados Unidos y la guerra civil de Laos
A principios de la década de 1960, en parte como consecuencia de la invasión norvietnamita de Laos, la División de Actividades Especiales de la Agencia Central de Inteligencia de Estados Unidos (CIA) comenzó a reclutar, entrenar y dirigir a los indígenas hmong de Laos para luchar contra las divisiones del ejército norvietnamita que invadían Laos durante la guerra de Vietnam. Este "Ejército Secreto" se organizó en varios regimientos y divisiones móviles, incluidas las Unidades Especiales de Guerrilla, todos ellos dirigidos por el general Vang Pao. Se calcula que el sesenta por ciento (60%) de los hombres hmong de Laos se alistaron.
Aunque hubo soldados hmong que lucharon con los comunistas Pathet Lao y los norvietnamitas, otros fueron reconocidos por servir en combate contra el EVN y los Pathet Lao, ayudar a bloquear el camino de Hanoi Ho Chi Minh dentro de Laos y rescatar a pilotos estadounidenses derribados. Aunque su papel se mantuvo generalmente en secreto en las primeras fases del conflicto, hicieron grandes sacrificios para ayudar a Estados Unidos.
Miles de refugiados económicos y políticos se han reasentado en países occidentales en dos oleadas distintas. La primera oleada se reasentó a finales de la década de 1970, principalmente en Estados Unidos, después de que Vietnam del Norte y el Pathet Lao derrocaran a los gobiernos proestadounidenses de Vietnam del Sur y Laos, respectivamente. La organización Lao Veterans of America y el Lao Veterans of America Institute ayudaron a reasentar a muchos refugiados y solicitantes de asilo laosianos y hmong en Estados Unidos, especialmente a antiguos veteranos hmong y a sus familiares que sirvieron en el "Ejército Secreto de Estados Unidos" en Laos durante la guerra de Vietnam.

#### Resistencia Hmong Lao

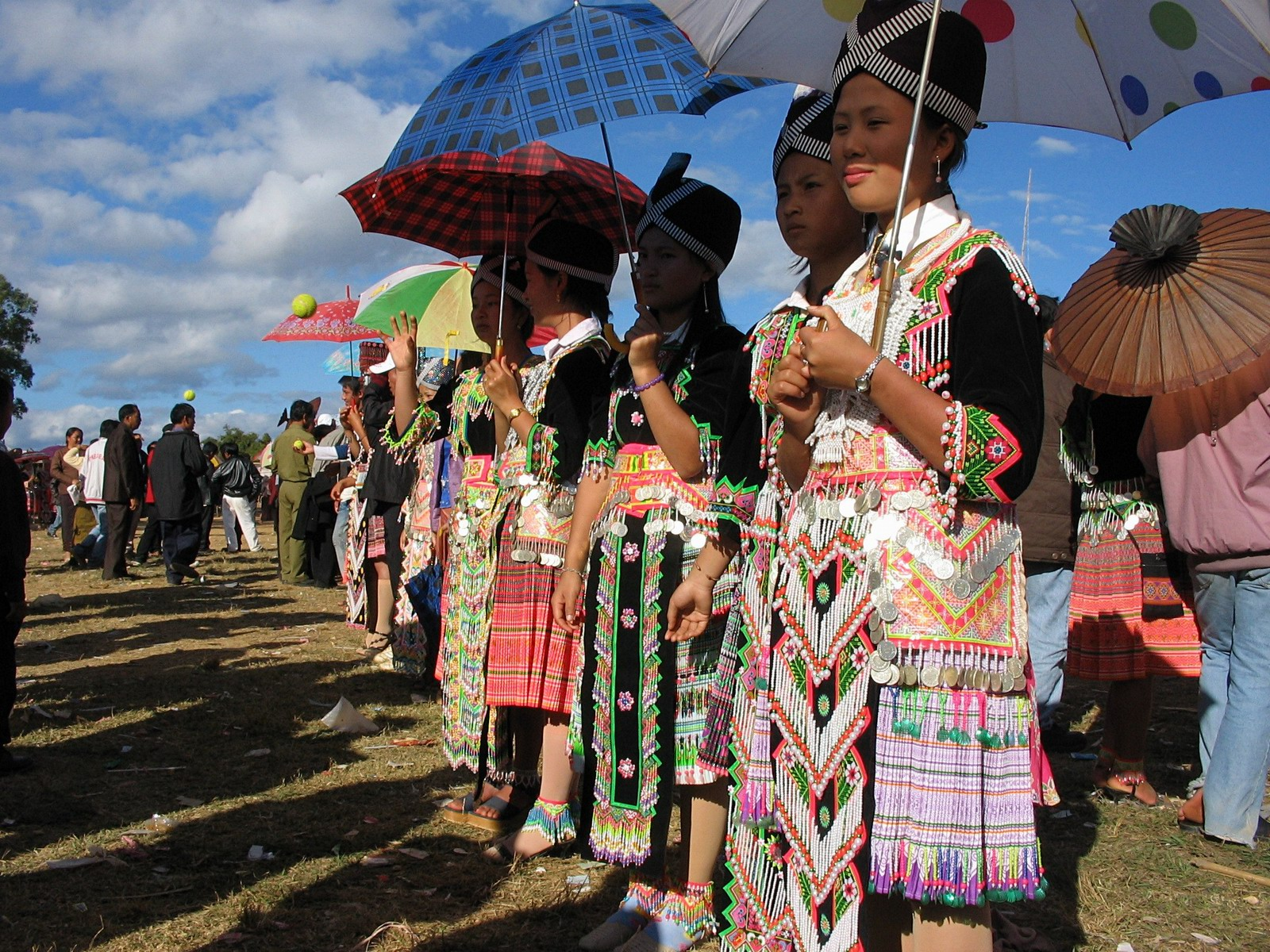
Niñas hmong conocen a posibles pretendientes mientras juegan a lanzar pelotas en Laos.

Durante muchos años, el movimiento político Neo Hom desempeñó un papel clave en la resistencia al Ejército Popular de Vietnam en Laos tras la retirada estadounidense en 1975; Vang Pao desempeñó un papel importante en este movimiento. Además, un líder espiritual, Zong Zoua Her, así como otros líderes hmong, entre ellos Pa Kao Her o Pa Khao Her, reunieron a algunos de sus seguidores en un movimiento de resistencia guerrillera faccionalizado llamado ChaoFa (RPA: Cob Fab, Pahawh Hmong: 𖬒𖬯 𖬖𖬜𖬵 ).(45)(46) Estos acontecimientos dieron lugar a la polémica de la lluvia amarilla, cuando Estados Unidos acusó a la Unión Soviética de suministrar y utilizar armas químicas en este conflicto.
Pequeños grupos de hmong, muchos de ellos descendientes de segunda o tercera generación de antiguos soldados de la CIA, siguen desplazados en zonas remotas de Laos, por temor a las represalias del gobierno. Ante las continuas operaciones militares del gobierno contra ellos y la escasez de alimentos, algunos grupos han empezado a salir de la clandestinidad, mientras que otros han buscado asilo en Tailandia y otros países. Los hmong de Laos, en particular, desarrollaron un sentimiento antivietnamita más fuerte y profundo que sus primos vietnamitas hmong, debido a la persecución histórica perpetrada por los vietnamitas contra ellos.

#### Polémica sobre la repatriación
En junio de 1991, tras mantener conversaciones con el ACNUR y el gobierno tailandés, Laos aceptó la repatriación de más de 60.000 refugiados laosianos que vivían en Tailandia, entre ellos decenas de miles de hmong. Sin embargo, muy pocos de los refugiados laosianos estaban dispuestos a regresar voluntariamente. La presión para reasentar a los refugiados aumentó a medida que el gobierno tailandés se esforzaba por cerrar los campos de refugiados que le quedaban. Aunque algunos hmong regresaron a Laos voluntariamente, con la ayuda del ACNUR para el desarrollo, se utilizaron medidas coercitivas y la repatriación forzosa para enviar de vuelta a miles de hmong de donde habían huido. De los hmong que regresaron a Laos, algunos escaparon rápidamente de vuelta a Tailandia, describiendo la discriminación y el trato brutal a manos de las autoridades laosianas.
En las décadas de 1980, 1990 y principios de 2000, el Centro de Análisis de Políticas Públicas (CPPA), una organización no gubernamental de investigación de políticas públicas, y su director ejecutivo, Philip Smith, desempeñaron un papel clave en la sensibilización del Congreso estadounidense y de los círculos políticos de Washington D. C. sobre la difícil situación de los refugiados hmong y laosianos en Tailandia y Laos. La CPPA, respaldada por una coalición bipartidista de miembros del Congreso estadounidense y organizaciones de derechos humanos, llevó a cabo numerosas misiones de investigación en los campos de refugiados hmong y laosianos a lo largo del río Mekong, en Tailandia, así como en el templo budista de Wat Tham Krabok.
Amnistía Internacional, Lao Veterans of America, Inc., United League for Democracy in Laos, Inc., Lao Human Rights Council, Inc. (dirigida por el Dr. Pobzeb Vang, y más tarde por Vaughn Vang) y otras organizaciones no gubernamentales (ONG) y de derechos humanos se unieron a la oposición a la repatriación forzosa.
Aunque se negaron algunas acusaciones de repatriación forzosa, miles de hmong se negaron a regresar a Laos. En 1996, cuando se acercaba la fecha límite para el cierre de los campos de refugiados tailandeses, ante la creciente presión política, Estados Unidos accedió a reasentar a los refugiados hmong que superaran un nuevo proceso de selección. Unos 5.000 hmong que no habían sido reasentados en el momento del cierre de los campos solicitaron asilo en Wat Tham Krabok, un monasterio budista del centro de Tailandia donde ya vivían más de 10.000 refugiados hmong. El gobierno tailandés intentó repatriar a estos refugiados, pero los hmong de Wat Tham Krabok se negaron a marcharse y el gobierno laosiano se negó a aceptarlos, alegando que estaban implicados en el tráfico ilegal de drogas y que no eran de origen laosiano.
En 2003, tras las amenazas de expulsión forzosa por parte del gobierno tailandés, Estados Unidos, en una importante victoria para los hmong, accedió a aceptar a 15.000 de los refugiados. Varios miles de hmong, que temían ser repatriados a Laos si no se les aceptaba para su reasentamiento en Estados Unidos, huyeron del campo para vivir en otros lugares de Tailandia, donde existe una población hmong considerable desde el siglo XIX. En 2004 y 2005, miles de hmong huyeron de las selvas de Laos a un campo de refugiados temporal en la provincia tailandesa de Phetchabun.
Desde entonces, la Unión Europea, el ACNUDH y grupos internacionales han denunciado la repatriación forzosa.

#### Supuesta conspiración para derrocar al gobierno de Laos
El 4 de junio de 2007, en el marco de una investigación denominada Operación Águila Empañada, los tribunales federales estadounidenses ordenaron la emisión de órdenes de detención contra Vang Pao y otras nueve personas por conspirar para derrocar al gobierno de Laos, en violación de las Leyes de Neutralidad federales, y por múltiples cargos relacionados con armas. Los cargos federales alegaban que los miembros del grupo inspeccionaron armas, entre ellas AK-47, granadas de humo y misiles Stinger, para comprarlas y pasarlas de contrabando a Tailandia en junio de 2007, donde iban a ser utilizadas por las fuerzas de resistencia hmong en Laos. De los 9 detenidos, uno era estadounidense, Harrison Jack, licenciado en West Point en 1968 y oficial de infantería retirado del ejército, que supuestamente intentó reclutar a veteranos de Operaciones Especiales para que actuaran como mercenarios.
Para obtener las armas, Jack se reunió supuestamente sin saberlo con agentes federales estadounidenses encubiertos que se hacían pasar por traficantes de armas, lo que dio lugar a las órdenes judiciales, que forman parte de una larga investigación sobre las actividades de los dirigentes hmong radicados en Estados Unidos y sus partidarios.
El 15 de junio, los acusados fueron imputados por un gran jurado; también se dictó una orden de detención contra un undécimo hombre presuntamente implicado en la trama. Se llevaron a cabo redadas simultáneas en los domicilios y lugares de trabajo de los acusados, en las que participaron más de 200 agentes de las fuerzas del orden federales, estatales y locales, en unas 15 ciudades del centro y el sur de California (Estados Unidos).
En California, Minnesota, Wisconsin y Alaska se celebraron múltiples concentraciones de protesta en apoyo de los sospechosos, destinadas a concienciar sobre el trato que reciben los pueblos hmong en las selvas de Laos. Varios de los partidarios de alto nivel de Vang Pao en Estados Unidos criticaron al tribunal californiano que dictó las órdenes de detención, argumentando que Vang era un aliado estadounidense históricamente importante y un valioso líder de los hmong residentes en Estados Unidos y en el extranjero. Los llamamientos al gobernador republicano de California, Arnold Schwarzenegger, y al presidente George W. Bush para que indultaran a los acusados quedaron sin respuesta a la espera de que concluyera la amplia investigación federal en curso.
El 18 de septiembre de 2009, el gobierno federal estadounidense retiró todos los cargos contra Vang Pao, anunciando que se permitía al gobierno federal considerar "la probable sentencia u otras consecuencias si la persona es declarada culpable". El 10 de enero de 2011, tras la muerte de Vang Pao, el gobierno federal retiró todos los cargos contra el resto de los acusados diciendo: "Basándose en la totalidad de las circunstancias del caso, el gobierno cree, como cuestión discrecional, que ya no está justificado continuar con el procesamiento de los acusados."

### Tailandia
La presencia de asentamientos hmong en Tailandia está documentada desde finales del siglo XIX. Al principio, los siameses les prestaron poca atención. Pero a principios de la década de 1950, el Estado tomó repentinamente una serie de iniciativas encaminadas a establecer vínculos. La descolonización y el nacionalismo cobraban impulso en la península y las guerras de independencia hacían estragos. La oposición armada al Estado en el norte de Tailandia, desencadenada por la influencia exterior, comenzó en 1967, mientras de nuevo muchos hmong se negaban a tomar partido en el conflicto. La lucha de guerrillas comunistas cesó en 1982 como consecuencia de una concurrencia internacional de acontecimientos que la hicieron inútil. Desde entonces, el Estado tailandés ha dado prioridad a la sedentarización de la población montañesa, a la introducción de técnicas agrícolas comercialmente viables y a la educación nacional, con el fin de integrar a estos animistas no tai en la identidad nacional.

### En Estados Unidos
Muchos refugiados hmong se reasentaron en Estados Unidos tras la guerra de Vietnam. A partir de diciembre de 1975, llegaron a Estados Unidos los primeros refugiados hmong, procedentes principalmente de campos de refugiados de Tailandia; sin embargo, en aquel momento sólo se concedió asilo a 3.466, en virtud de la Ley de Migración y Ayuda a los Refugiados de Indochina de 1975. En mayo de 1976, se permitió la entrada en Estados Unidos a otros 11.000, y en 1978 habían emigrado unos 30.000 hmong. Esta primera oleada estaba formada predominantemente por hombres directamente asociados con el ejército secreto del general Vang Pao. No fue hasta la aprobación de la Ley de Refugiados de 1980 cuando las familias pudieron entrar en Estados Unidos, convirtiéndose en la segunda oleada de inmigrantes hmong. Las familias hmong se dispersaron por los 50 estados, pero la mayoría encontró su camino, construyendo grandes comunidades en California, Minnesota y Wisconsin. También se formaron comunidades más pequeñas, pero de tamaño considerable, en Michigan (Detroit), Montana (Missoula) y Alaska (Anchorage).

## Cultura
Los hmong tienen sus propios términos para sus divisiones culturales. Hmong Der (Hmoob Dawb), y Hmong Leng (Hmoob Leeg) son los términos para dos de los grupos más grandes de Estados Unidos y el sudeste asiático. Estos subgrupos también se conocen como hmong blancos y hmong azules o verdes, respectivamente. Estos nombres tienen su origen en el color y los diseños de los vestidos de las mujeres de cada grupo respectivo, distinguiéndose los Hmong Blancos por los vestidos blancos que llevan las mujeres en ocasiones especiales, y los Hmong Azules/Verdes por los vestidos batik azules. El nombre y la pronunciación "Hmong" son utilizados exclusivamente por los Hmong Blancos para referirse a sí mismos, y muchos diccionarios utilizan únicamente el dialecto Hmong Blanco.
En el alfabeto popular romanizado, desarrollado en los años 50 en Laos, estos términos se escriben Hmoob Dawb (hmong blanco) y Hmoob Leeg (hmong verde). Las consonantes finales indican con cuál de los ocho tonos léxicos se pronuncia la palabra.
Los hmong blancos y los hmong verdes hablan dialectos mutuamente inteligibles de la lengua hmong, con algunas diferencias de pronunciación y vocabulario. Una de las diferencias más características es el uso de la /m̥/ sorda en el hmong blanco, indicada por una "H" precedente en el alfabeto popular romanizado. Las nasales sordas no se encuentran en el dialecto hmong verde. Los grupos hmong reciben a menudo el nombre de los colores o motivos dominantes de su vestimenta tradicional, del estilo de su tocado o de las provincias de las que proceden.

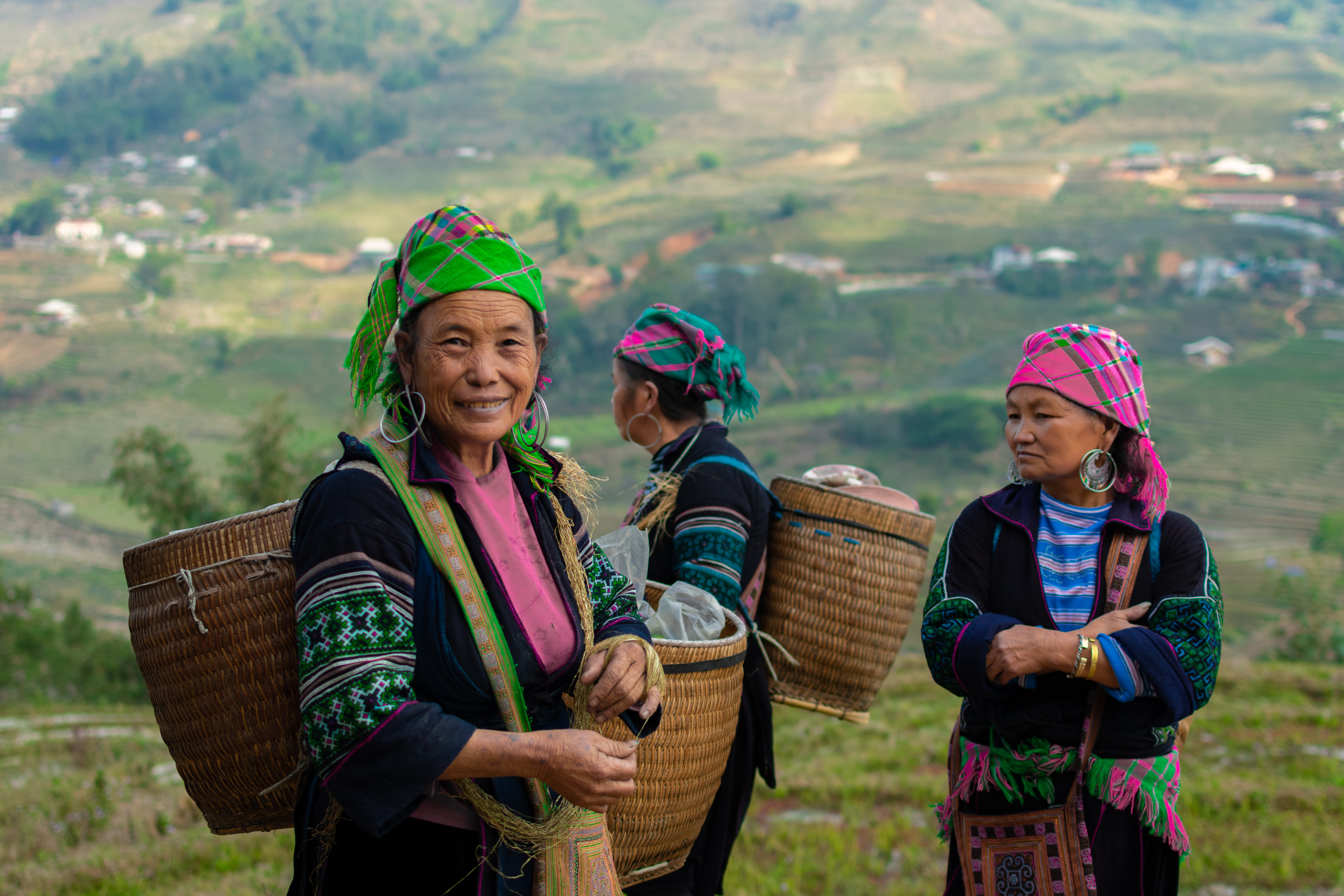
Traje popular hmong en Sa Pa, Vietnam

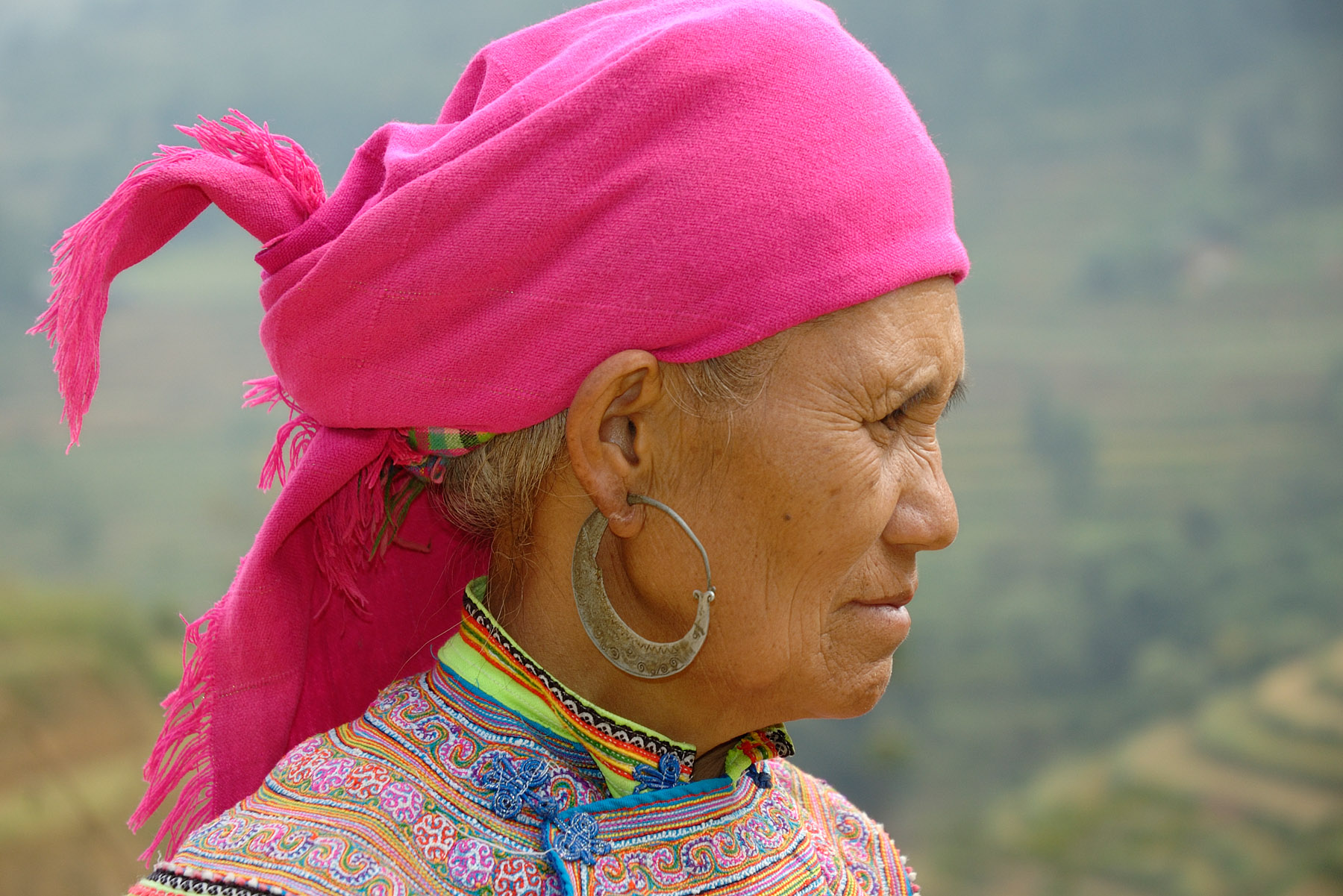
Una mujer Hmong de las Flores en Vietnam

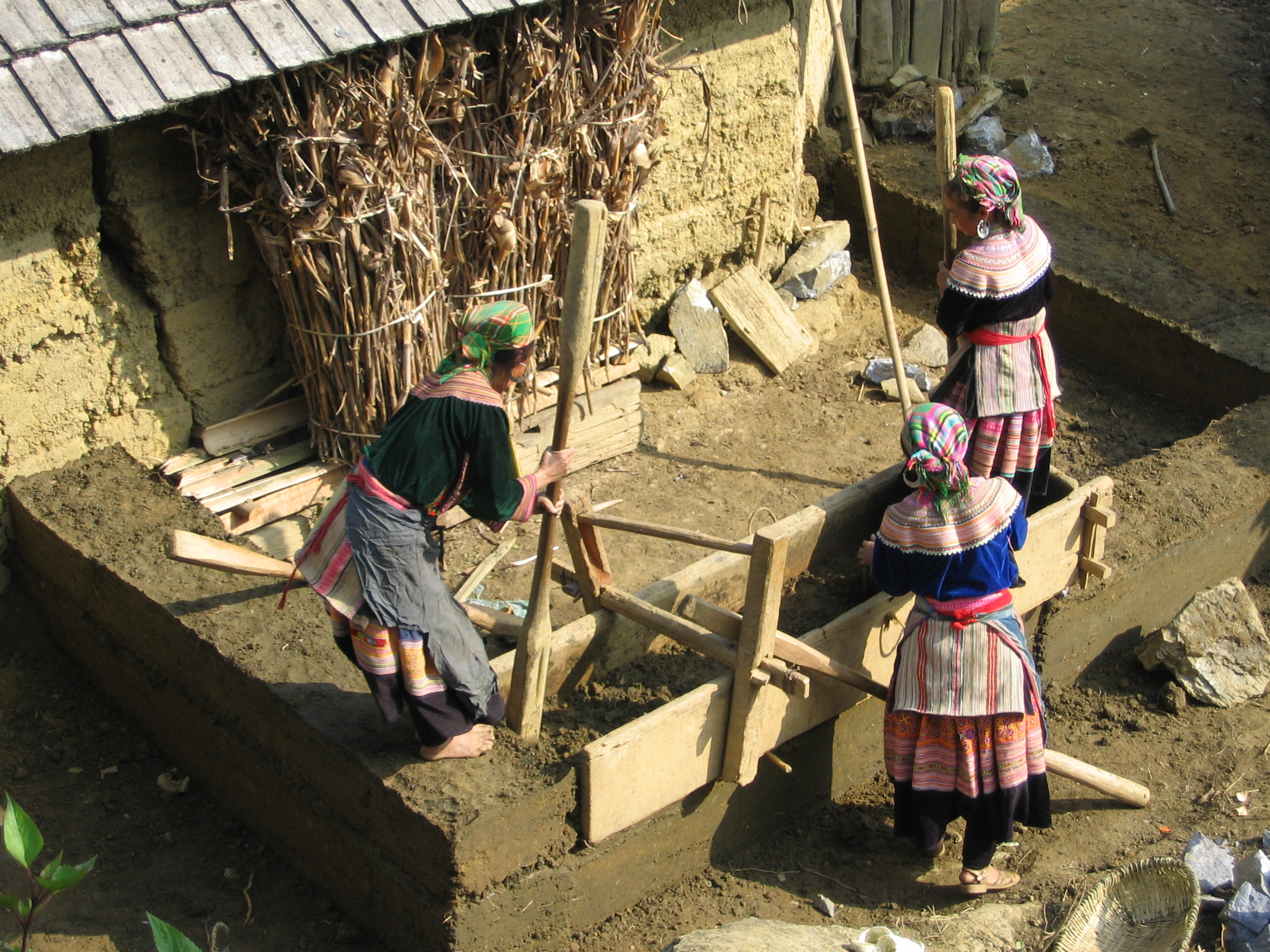
Una típica casa de tierra apisonada, técnica de construcción de Hmong de las Flores en Vietnam

### Vietnam y Laos
Los grupos hmong de Vietnam y Laos, desde el siglo XVIII hasta la actualidad, se conocen como hmong negro (hmoob dub), hmong rayado (hmoob txaij), hmong blanco (hmoob dawb), hmong leng (hmoob leeg) y hmong verde (hmoob ntsuab). En otros lugares de Asia, los grupos también son conocidos como Hmong Negro (Hmoob Dub o Hmong Dou), Hmong Rayado (Hmoob Txaij o Hmoob Quas Npab), Hmong Shi, Hmong Pe, Hmong Pua, y Hmong Xau, Hmong Xanh (Hmong Verde), Hmong Do (Hmong Rojo), Na Mieo y otros subgrupos. Entre ellos se encuentran los Hmong de las Flores o los Hmong Variegados (Hmong Lenh o Hmong Hoa), llamados así por sus brillantes y coloridos bordados (llamados pa ndau o paj ntaub, literalmente "tela de flores").

### Controversia Hmong/Mong
Cuando los autores occidentales entraron en contacto por primera vez con los hmong en el siglo XVIII, se referían a ellos escribiendo etnónimos que les habían asignado previamente los chinos (es decir, miao, o variantes). Esta práctica continuó en el siglo XX. Incluso los etnógrafos que estudian a los hmong en el sudeste asiático suelen referirse a ellos como "meo", una corrupción de "miao" aplicada por tailandeses y laosianos a los hmong. Aunque "Meo" era un término oficial, a menudo se utilizaba como insulto contra el pueblo hmong, y se considera despectivo.
La cuestión llegó a su punto álgido durante la aprobación del proyecto de ley de la Asamblea del Estado de California (AB) 78, en la temporada 2003-2004. Presentado por Doua Vu y la miembro de la Asamblea Sarah Reyes, Distrito 31 (Fresno), el proyecto de ley fomentaba cambios en los planes de estudios de educación secundaria para incluir información sobre la Guerra Secreta y el papel de los hmong en la guerra. Además, el proyecto de ley pedía que se utilizaran historias orales y relatos de primera mano de personas hmong que hubieran participado en la guerra y se hubieran visto atrapadas en sus secuelas. Originalmente, la redacción del proyecto de ley mencionaba sólo a los "hmong", con la intención de incluir a toda la comunidad. Varios activistas mong leng, encabezados por el Dr. Paoze Thao (catedrático de Lingüística y Educación de la Universidad Estatal de California en la Bahía de Monterey), llamaron la atención sobre los problemas asociados a la omisión del término "mong" en la redacción del proyecto de ley. Señalaron que, a pesar de que el número de hmong der y mong leng en Estados Unidos es prácticamente el mismo, los recursos se destinan de forma desproporcionada a la comunidad hmong der. Esto no sólo incluye la investigación académica, sino también la traducción de materiales, incluido el plan de estudios propuesto por el proyecto de ley. A pesar de estos argumentos, no se añadió "Mong" al proyecto de ley. En la versión del proyecto de ley que aprobó la asamblea, "hmong" se sustituyó por "asiáticos del sudeste", un término más amplio e inclusivo.
El Dr. Paoze Thao y otras personas creen firmemente que "hmong" sólo puede utilizarse para referirse a los hmong der porque no incluye a los mong leng. Piensa que el uso de "hmong" para referirse a ambos grupos perpetúa la marginación de la lengua y la cultura mong leng. Por ello, defiende el uso de "hmong" y "mong" para referirse a todo el grupo étnico. Otros estudiosos, incluido el antropólogo Dr. Gary Yia Lee (una persona hmong der), sugieren que durante los últimos 30 años, "hmong" se ha utilizado en referencia a toda la comunidad y, como resultado, la inclusión de las personas mong leng es comprensible. Algunos argumentan que tales distinciones crean divisiones innecesarias dentro de la comunidad global, argumentando que el uso de estas distinciones sólo confundirá a las personas no hmong y mong que están tratando de aprender más sobre la historia y la cultura hmong y mong.
Como alternativa de compromiso, se han propuesto múltiples iteraciones de "Hmong". Un teólogo hmong, el reverendo Dr. Paul Joseph T. Khamdy Yang, ha propuesto el uso del término "HMong" para referirse a las comunidades hmong y mong, poniendo en mayúsculas la H y la M. El etnólogo Jacques Lemoine también ha empezado a utilizar el término (H)mong para referirse a la totalidad de las comunidades hmong y mong.

### Hmong y Miao

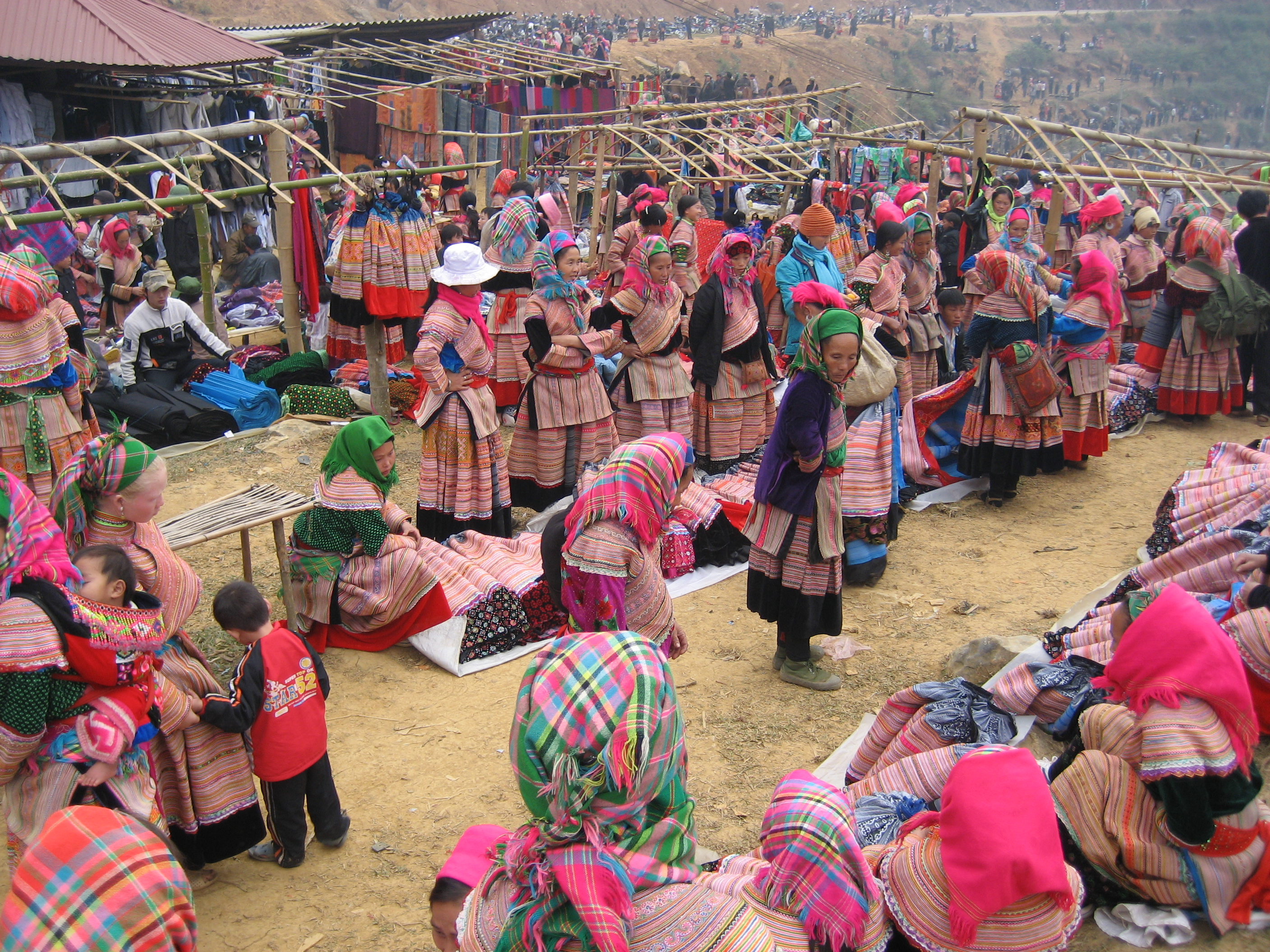
Pueblo hmong en el mercado de Can Cau, Si Ma Cai, Vietnam

Algunos hmong no chinos abogan por utilizar el término "hmong" no sólo para designar a su grupo dialectal, sino también a otros grupos miao que viven en China. Suelen afirmar que la palabra "miao" o "meo" es un término despectivo, con connotaciones de barbarie, que probablemente no debería utilizarse en absoluto. El término fue adoptado posteriormente por grupos de habla tai del sudeste asiático, donde adquirió asociaciones especialmente insultantes para los hmong, a pesar de su carácter oficial.
En la China moderna, el término "miao" no conlleva estas asociaciones negativas, y las personas de los diversos subgrupos que constituyen esta nacionalidad oficialmente reconocida se identifican libremente como miao o chinos, reservando normalmente nombres étnicos más específicos para la comunicación intraétnica. Durante la lucha por el reconocimiento político después de 1949, fueron los miembros de estas minorías étnicas quienes hicieron campaña para que se les identificara bajo el término "miao", aprovechando su familiaridad y sus asociaciones con la opresión política histórica.
Las interacciones transnacionales contemporáneas entre los hmong de Occidente y los grupos miao de China, tras la emigración hmong de 1975, condujeron al desarrollo de una identidad hmong global que incluye minorías lingüística y culturalmente afines en China sin afiliación étnica previa. [Los intercambios académicos y comerciales, cada vez más frecuentes a través de Internet, también han dado lugar a un intercambio de terminología, que incluye a algunos hmong que aceptan la designación de "miao" tras visitar China y a algunos miao nacionalistas no hmong que se identifican como hmong. Estos reajustes de la identidad, aunque en gran medida incumben a líderes comunitarios de élite económica, reflejan una tendencia hacia la intercambiabilidad de los términos "hmong" y "miao".

## Diáspora
Los datos lingüísticos muestran que los hmong de la península proceden de los miao del sur de China como uno más entre un conjunto de grupos étnicos pertenecientes a la familia lingüística hmong–mien. Desde el punto de vista lingüístico y cultural, los hmong y los demás subgrupos de los miao tienen poco en común.
Vietnam, donde su presencia está atestiguada desde finales del siglo XVIII y se caracteriza tanto por la asimilación como por la cooperación y la hostilidad, es probablemente el primer país indochino al que emigraron los hmong. En el censo nacional de 2019, había 1.393.547 hmong viviendo en Vietnam, la gran mayoría de ellos en el norte del país. El comercio tradicional de madera para ataúdes con China y el cultivo de la adormidera – no prohibida en Vietnam hasta 1993 – garantizaron durante mucho tiempo unos ingresos regulares en efectivo. En la actualidad, la principal actividad económica es el cultivo comercial. Al igual que en China y Laos, los hmong participan en cierta medida en la administración local y regional.  A finales de la década de 1990, varios miles de hmong empezaron a trasladarse a las tierras altas centrales y algunos cruzaron la frontera con Camboya, constituyendo la primera presencia atestiguada de colonos hmong en ese país.
En 2015, los hmong de Laos ascendían a 595.028. El asentamiento de los hmong allí es casi tan antiguo como en Vietnam.
Tras la victoria comunista de 1975, miles de hmong de Laos tuvieron que buscar refugio en el extranjero (véase Laos más adelante). Aproximadamente el 30% de los hmong se han marchado, aunque la única cifra concreta que tenemos es la de 116.000 hmong de Laos y Vietnam juntos que buscaron refugio en Tailandia hasta 1990.
En 2002, los hmong de Tailandia ascendían a 151.080 personas.
Es muy probable que Birmania cuente con un número modesto de hmong (quizá unos 2.500), pero recientemente no se ha realizado ningún censo fiable.
Como consecuencia de los movimientos de refugiados tras las guerras de Indochina (1946-1975), sobre todo en Laos, la mayor comunidad hmong que se asentó fuera de Asia fue en Estados Unidos, donde en 1990 ya habían llegado unos 100.000 individuos. En la misma fecha, 10.000 hmong habían emigrado a Francia, 1.400 de ellos a la Guayana Francesa; Canadá admitió a 900 individuos, mientras que otros 360 fueron a Australia, 260 a China y 250 a Argentina. A lo largo de los años siguientes y hasta el cierre definitivo de los últimos campos de refugiados en Tailandia en 1998, un número adicional de hmong han abandonado Asia, pero las cifras definitivas están aún por elaborar.

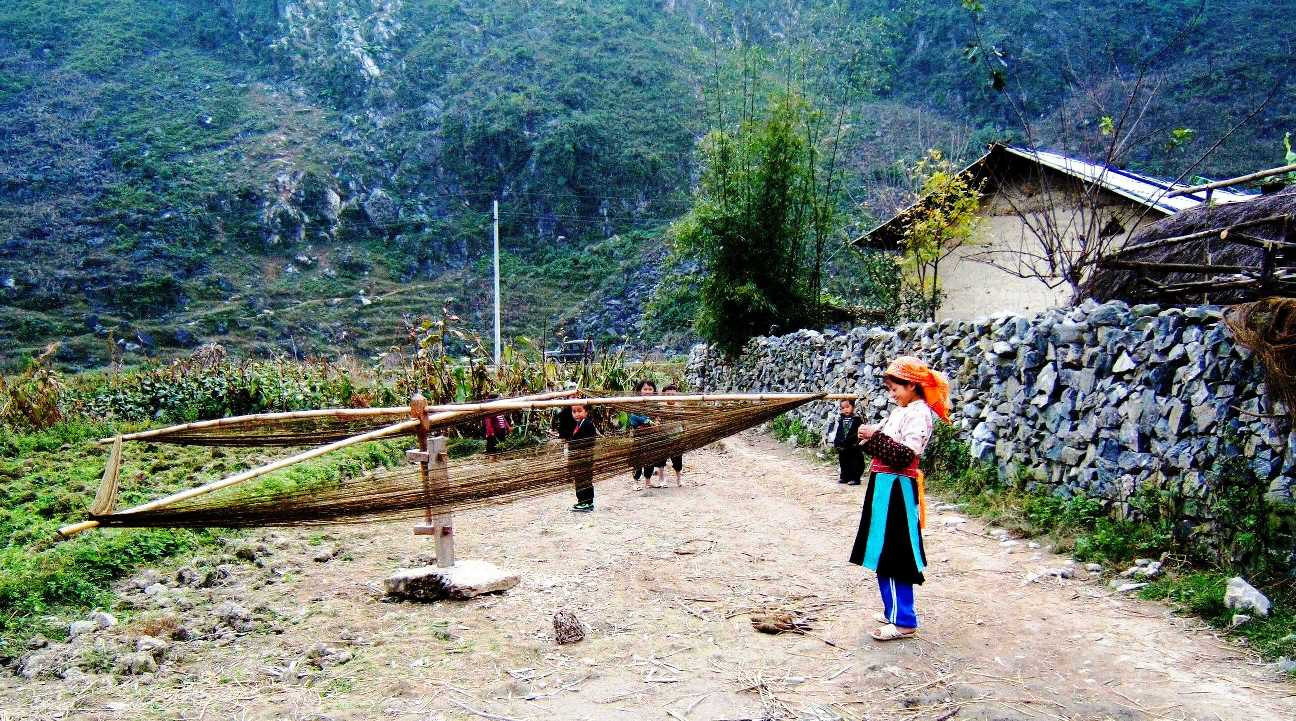
Niña hmong (de 15 años) preparando su vestido de novia, comuna de Phố Cáo, provincia de Hà Giang, Vietnam.

Aproximadamente el 5% de la población hmong vive actualmente fuera de Asia, y Estados Unidos alberga la mayor comunidad de la diáspora hmong. El censo de 2008 contabilizó 171.316 personas únicamente de ascendencia hmong, y 221.948 personas de ascendencia hmong al menos parcial. Otros países con poblaciones significativas son:
- Francia: 15.000
- Australia: 2.000
- Guayana Francesa: 1.500
- Canadá: 835
- Argentina: 600

La población hmong en Estados Unidos se concentra en el Medio Oeste (Wisconsin, Minnesota) y California.

### Vietnam
Los hmong de Vietnam han sido percibidos de forma diferente por diversas organizaciones políticas modernas y en distintos periodos históricos. Dado que los hmong son una minoría étnica en Vietnam, su lealtad hacia el Estado vietnamita ha sido frecuentemente cuestionada por éste. Sin embargo, muchos hmong de Vietnam son ferozmente leales, independientemente de las ideologías actuales del gobierno;los hmong de Laos y Camboya son los que más apoyan la resistencia activa. Suelen ser cristianos hmong que han sido objetivo de los tres gobiernos indochinos. Los hmong de Vietnam también reciben incentivos culturales y políticos del gobierno, lo que provocó que los hmong vietnamitas se distanciaran aún más de los hmong laosianos, ya que estos últimos son fuertemente antivietnamitas debido a la Guerra Secreta y al comunismo.

### Laos
En Laos hay 595.028 habitantes de la etnia hmong. Viven principalmente en las regiones septentrionales.

### Tailandia

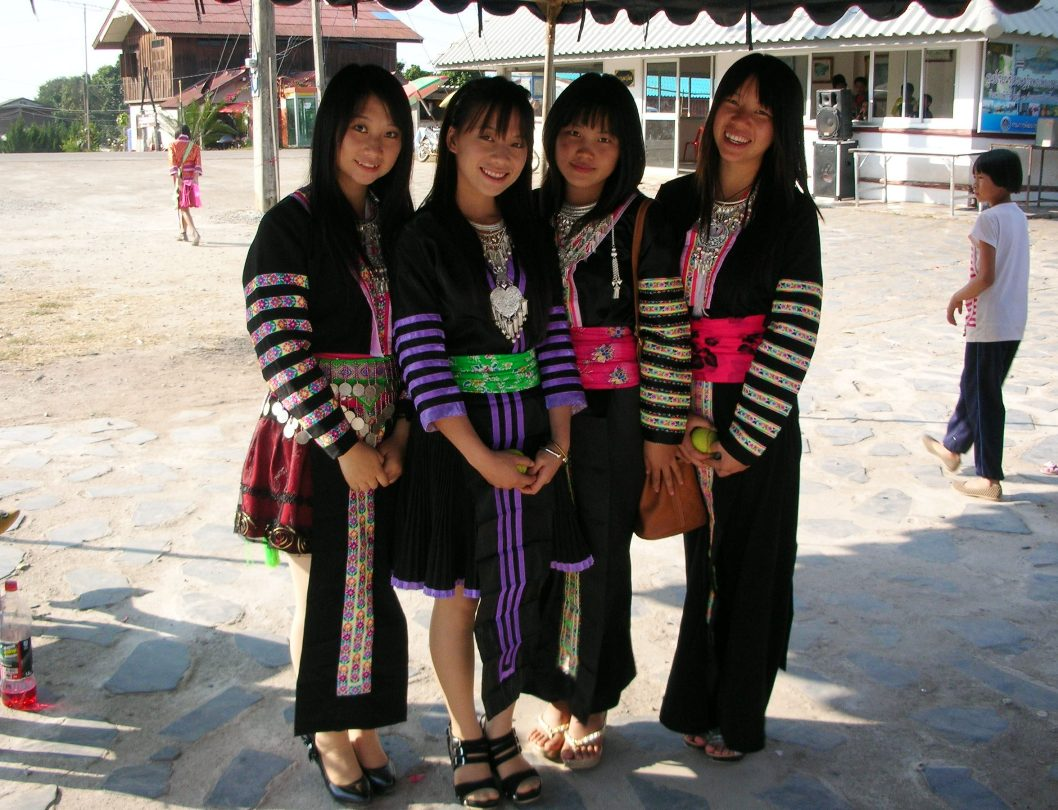
Chicas Hmong en Distrito Thoeng, Tailandia

La presencia hmong en Tailandia se remonta a principios del siglo XX, cuando las familias emigraron de China a través de Laos y Birmania, según la mayoría de los autores. Pese a ser una población relativamente pequeña, formaban decenas de aldeas y caseríos por todas las provincias del norte. El Estado registró a los hmong como la tribu de las colinas de Meo. Después, más hmong emigraron de Laos a Tailandia tras la victoria del Pathet Lao en 1975. Mientras que algunos acabaron en campos de refugiados, otros se asentaron en zonas montañosas entre las tribus de las colinas más antiguas.

### América
Muchos refugiados hmong se reasentaron en Estados Unidos tras la guerra de Vietnam. A partir de diciembre de 1975, llegaron a Estados Unidos los primeros refugiados hmong, principalmente de campos de refugiados de Tailandia; sin embargo, sólo se concedió asilo a 3.466 en virtud de la Ley de Migración y Ayuda a los Refugiados de Indochina de 1975. En mayo de 1976, se permitió la entrada en Estados Unidos a otros 11.000, y en 1978 habían emigrado unos 30.000 hmong. En esta primera oleada predominaban los hombres directamente asociados con el ejército secreto del general Vang Pao. No fue hasta la aprobación de la Ley de Refugiados de 1980 cuando las familias pudieron entrar en Estados Unidos, convirtiéndose en la segunda oleada de inmigrantes hmong. Las familias hmong se dispersaron por los 50 estados, pero la mayoría encontró su camino, construyendo grandes comunidades en California, Minnesota y Wisconsin. Según el censo de 2010, 260.073 personas de etnia hmong residían en Estados Unidos, la mayoría en California (91.224), Minnesota (66.181) y Wisconsin (49.240), lo que supone un aumento respecto a las 186.310 de 2000. 247.595 personas, es decir, el 95,2%, son exclusivamente hmong, y las 12.478 restantes son mezcla de hmong con alguna otra etnia. La gran mayoría de los hmong son menores de 10 años.
Por ciudades y pueblos, la mayor comunidad hmong-americana se encuentra en St. Paul (29.662), seguida de Fresno (24.328), Sacramento (16.676), Milwaukee (10.245) y Minneapolis (7.512).
Hay comunidades hmong más pequeñas repartidas por Estados Unidos, como las de Minnesota (Rochester, Mankato, Duluth) Michigan (Detroit y Warren); Anchorage (Alaska); Denver (Colorado); Portland (Oregón); Washington; Carolina del Norte (Charlotte, Morganton); Carolina del Sur (Spartanburg); Georgia (Auburn, Duluth, Monroe, Atlanta y Winder); Florida (Tampa Bay); California (Merced); Wisconsin(Madison, Eau Claire, Appleton, Green Bay, Milwaukee, Oshkosh, La Crosse, Sheboygan, Manitowoc y Wausau); Aurora, Illinois; Kansas City, Kansas; Tulsa, Oklahoma; Missoula, Montana; Des Moines, Iowa; Springfield, Misuri; Arkansas, Fitchburg, Massachusetts, y Providence, Rhode Island.
Sunisa "Suni" Lee, de Saint Paul (Minnesota), es una notable estadounidense de origen hmong, tres veces medallista olímpica en gimnasia artística. En los Juegos Olímpicos de Verano de 2020, Lee ganó la medalla de plata en la prueba artística por equipos femenina, seguida de la medalla de oro en la prueba artística individual femenina y la medalla de bronce en la prueba de barras asimétricas femenina. Con estos resultados, Sunisa hizo historia como la primera estadounidense de origen hmong en competir en los Juegos Olímpicos en cualquier deporte y como la primera estadounidense de origen hmong en ganar una medalla olímpica.
La pequeña población hmong de Canadá se concentra sobre todo en la provincia de Ontario. En Kitchener, Ontario, viven 515 personas de ascendencia hmong y hay una iglesia hmong.
También hay una pequeña comunidad de varios miles de hmong que emigraron a la Guayana Francesa a finales de los años 70 y principios de los 80, que se encuentran principalmente en los pueblos hmong de Javouhey (1.200 personas) y Cacao (950 personas).

## Persecución religiosa
Católicos, protestantes y animistas hmong han sido objeto de ataques militares, detenciones policiales, encarcelamientos, desapariciones forzadas, ejecuciones extrajudiciales y torturas en Laos y Vietnam por motivos antirreligiosos.
Un ejemplo significativo fue la deportación de Zoua Yang y sus 27 hijos de Tailandia el 19 de diciembre de 2005, después de que el grupo fuera detenido cuando asistía a una iglesia en Ban Kho Noi, provincia Phetchabun tailandesa. La Sra. Yang y sus hijos fueron detenidos a su regreso a Laos, tras lo cual se desconoce el paradero de gran parte de la familia.
En 2011, se utilizaron tropas del Ejército Popular de Vietnam para aplastar una manifestación pacífica de cristianos católicos, protestantes y evangélicos hmong que se reunieron en la provincia de Dien Bien y en la zona de Dien Bien Phu, en el noroeste de Vietnam, según Philip Smith, del Centro de Análisis de Políticas Públicas, periodistas independientes y otras personas. En 2013, Vam Ngaij Vaj, pastor cristiano de ascendencia hmong, fue golpeado hasta la muerte por la policía y las fuerzas de seguridad vietnamitas. En febrero de 2014, en Hanói, funcionarios del gobierno vietnamita se negaron a permitir el tratamiento médico de un líder cristiano hmong, Duong Van Minh, que padecía una grave enfermedad renal.
La Comisión Estadounidense para la Libertad Religiosa Internacional ha documentado persecuciones religiosas oficiales y continuas y violaciones de la libertad religiosa contra los laosianos y los hmong, tanto en Laos como en Vietnam, por parte de los gobiernos. En abril de 2011, el Centro de Análisis de Políticas Públicas también investigó y documentó casos de cristianos hmong atacados y ejecutados sumariamente, entre ellos cuatro cristianos hmong laosianos.